# Spiroctenus sagittarius
Spiroctenus sagittarius is een spinnensoort in de taxonomische indeling van de bruine klapdeurspinnen (Nemesiidae).
Spiroctenus sagittarius werd in 1902 beschreven door Purcell.